# Estação Costa Barros
Costa Barros é uma estação de trens urbanos do Rio de Janeiro, pertencente ao ramal de Belford Roxo da SuperVia.

## História
A estação de Costa Barros, cujo nome homenageava Antonio de Costa Barros, que cedeu terras de sua fazenda para a construção da linha, foi inaugurada em 1898. O prédio original foi demolido e um novo foi reconstruído em seu, aberto em 1928.
Atualmente, a estação de Costa Barros é a última da linha Auxiliar original que ainda tem movimento de trens de subúrbio. Desde os anos 1970, quando parte do trecho da linha além desta estação foi utilizado para a construção da linha cargueira Japeri-Arará, as estações que ficavam adiante de Costa Barros não são mais utilizadas para trens de subúrbio. Estes trens, hoje, seguem de Costa Barros e entram no sentido da Pavuna, dali chegando a Belford Roxo, utilizando-se de linhas originadas tanto do antigo ramal Circular da Pavuna quanto da extinta E. F. Rio do Ouro.
Há uma linha de subúrbios que liga Dom Pedro II-Costa Barros-Pavuna-Belford Roxo, direta, fusão de três antigas ferrovias que deixaram de existir há muitos anos. Este ramal se juntava à antiga linha Auxiliar, de novo, em Tomazinho. A linha cargueira Japeri-Arará se encontra com os trilhos da velha Auxilliar num ponto entre as estações de Barros Filho e de Costa Barros.
A estação atual foi inaugurada pelo ministro dos Transportes, Gal. Dirceu Nogueira, em 4 de abril de 1978.

## Fonte
- Gazeta do Povo, Curitiba, PR, 5/4/1978; Max Vasconcellos, 1928);